# مولندورف
مولندورف (به آلمانی: Müllendorf) یک Landgemeinde و شهرستان اتریش در اتریش است که در Eisenstadt-Umgebung District واقع شده‌است.

## خصوصیات
مولندورف  ۱٬۳۷۵ نفر جمعیت دارد.